# Luciano Pagliarini

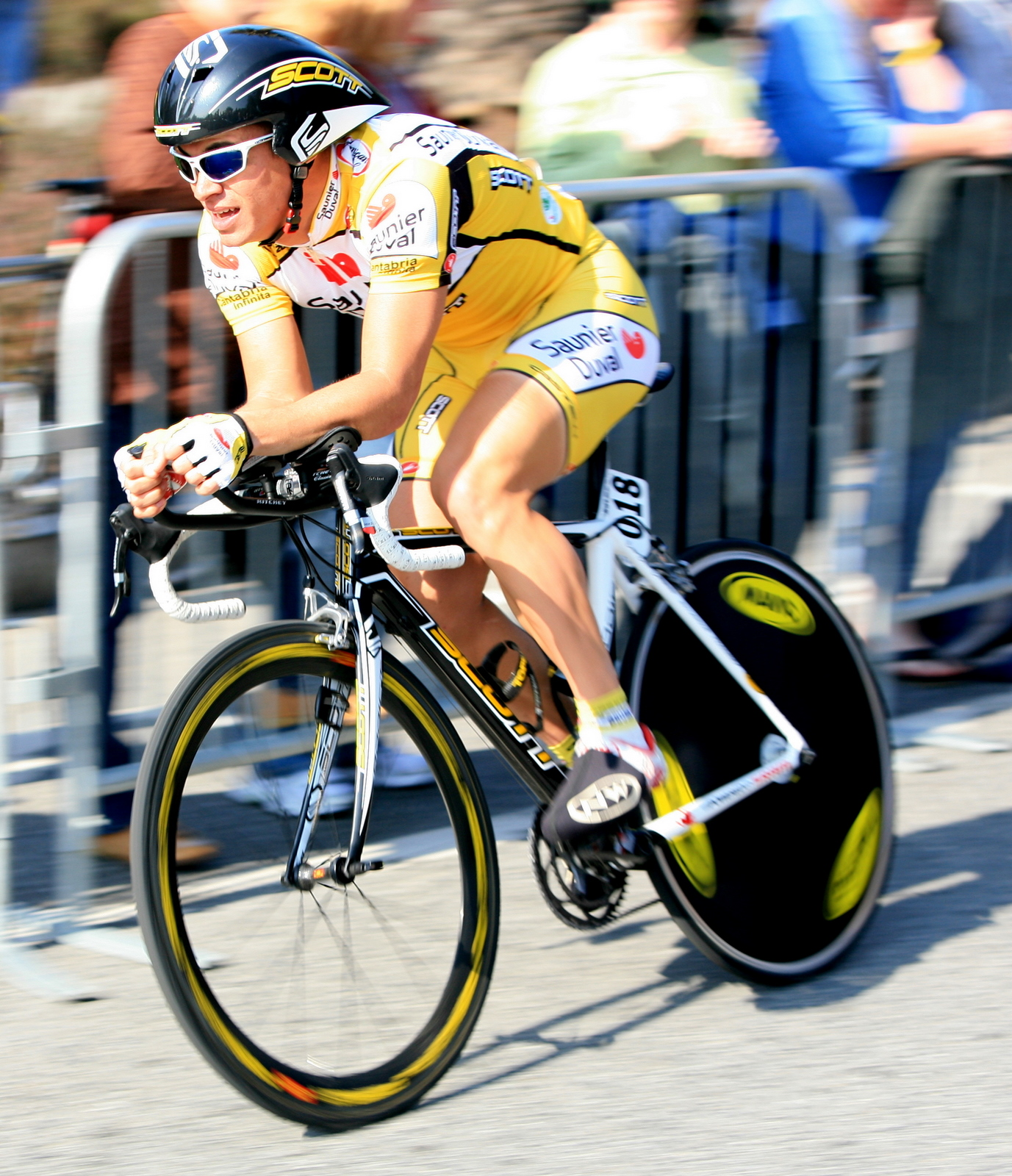
Luciano Pagliarini bei der Kalifornien-Rundfahrt

Luciano André Pagliarini Mendoca (* 18. April 1978 in Arapongas, Paraná, Brasilien) ist ein brasilianischer Radrennfahrer.

## Karriere
Pagliarini wurde 2001 Profi bei Lampre, nachdem er dort im Vorjahr als Stagiaire gefahren ist. Seine ersten Siege feierte er 2003 bei der Tour de Langkawi. Er gewann gleich drei Etappen hintereinander. Im selben Jahr siegte er auch beim Clásica de Almería. 2004 gewann der Sprinter bei der Tour de Langkawi wieder zwei Etappen und eine bei der Murcia-Rundfahrt. Daraufhin bekam er einen Vertrag bei dem italienischen ProTour-Team Liquigas-Bianchi. Er nahm zum zweiten Mal an der Tour de France teil, beendet sie aber wieder nicht. Seit 2006 fährt er für das spanische Team Saunier Duval-Prodir.
Ende der Saison 2010 beendete er seine Karriere als aktiver Berufsradfahrer.

## Palmarès
2003
- Clásica de Almería

2007
- Etappensieg ENECO Tour
- Etappensieg Tour of Missouri

2008
- Etappensieg Kalifornien-Rundfahrt

2010
- drei Etappensiege Rutas de América

## Teams
- 2001 Lampre-Daikin
- 2002 Lampre-Daikin
- 2003 Lampre
- 2004 Lampre
- 2005 Liquigas-Bianchi
- 2006 Saunier Duval-Prodir
- 2007 Saunier Duval-Prodir
- 2008 Saunier Duval-Scott / Scott-American Beef

- 2010 Scott-Marcondes Cesar-São José dos Campos